# Diecezja Puerto Iguazú
Diecezja Puerto Iguazú (łac. Dioecesis Portus Iguassuensis) – diecezja Kościoła rzymskokatolickiego w Argentynie, sufragania archidiecezji Corrientes.

## Historia
16 czerwca 1986 roku papież Jan Paweł II bullą Abeunt alterna vice erygował diecezję Puerto Iguazú. Dotychczas wierni z tym terenów należeli do diecezji Posadas.
13 czerwca 2009 roku diecezja utraciła część swego terytorium na rzecz diecezji Oberá.

## Ordynariusze
- Joaquín Piña Batllevell SJ (1986–2006)[2]
- Marcelo Martorell (2006–2020)[2]
- Nicolás Baisi (od 2020)